# Bipolární afektivní porucha
Bipolární afektivní porucha (BAP), známá také jako maniakální deprese (MD) nebo pod starším označením maniodepresivní psychóza (MDP), maniodeprese (MD) je závažná duševní porucha, při níž se střídá stav mánie a deprese. Je vážnou klinickou a nozologickou jednotkou v klasifikaci nemocí (F31). Současná psychiatrie (2002) se v nomenklatuře vyhýbá pojmu nemoc a termínu psychóza; užívá pojem „porucha“. Deprese při bipolární poruše se léčí jinak než monopolární deprese. O sebevraždu se statisticky pokusí okolo 50 % nemocných s bipolární poruchou, přičemž až 20 % z nich čin dokoná.[zdroj?]

## Projevy
Charakteristikou bipolární poruchy je změna nálady. Bipolární porucha se projevuje střídáním mánie (manická epizoda) a deprese (bipolární deprese).

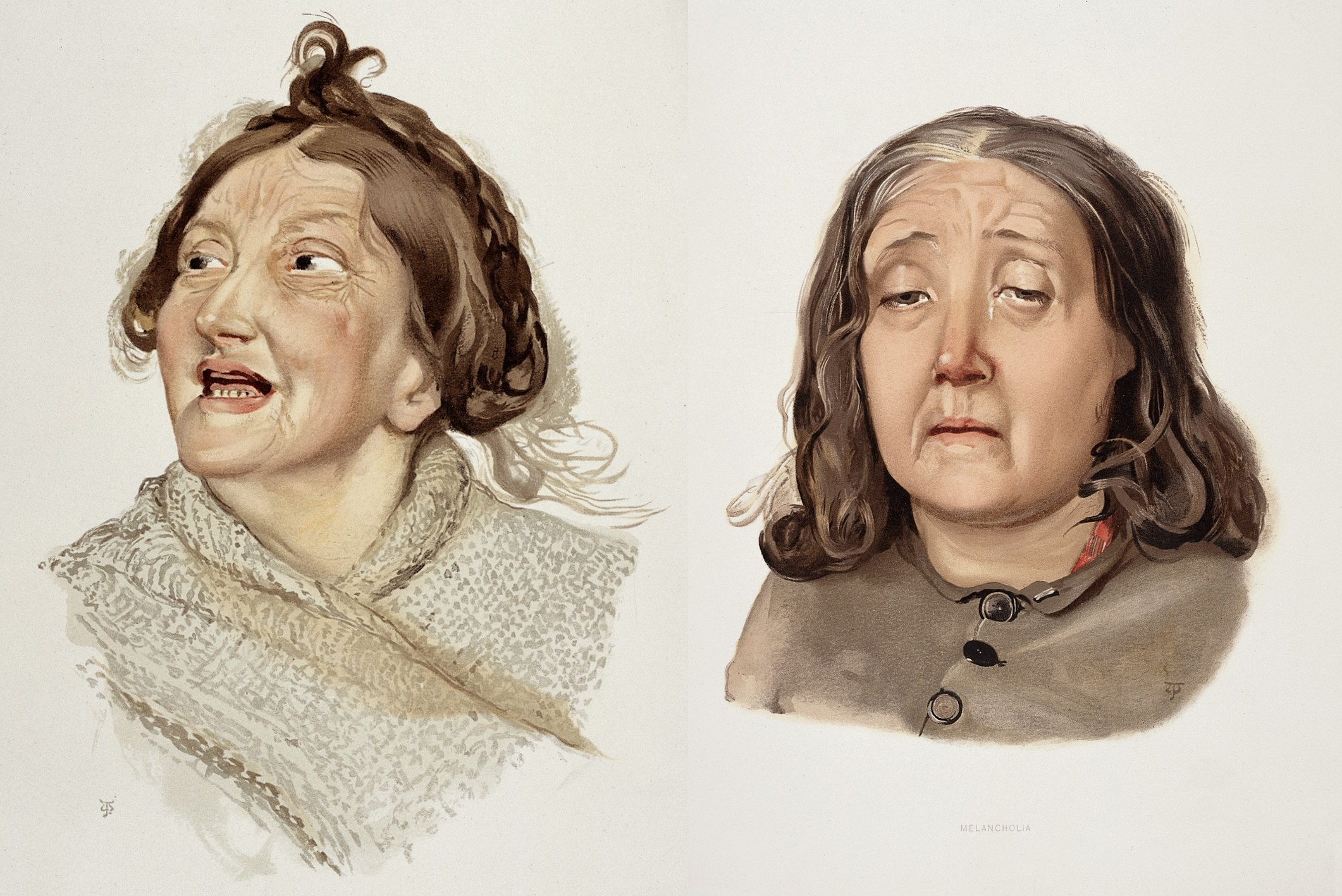
Mánie a melancholie, litografie (1892)

Příznaky deprese: hluboké stavy smutku, snížená energie, pesimismus, pokles zájmu, plačtivost, poruchy spánku (nespavost nebo naopak přílišná spavost), poruchy chuti k jídlu (nechutenství nebo naopak přejídání), výrazná unavitelnost, neschopnost prožívat radost (anhedonie), apatie, nízké sebehodnocení, pocity viny a sebeobviňování, pokles výkonnosti, nerozhodnost atp. Tyto symptomy mohou vyústit až k pocitům bezvýchodnosti situace, k beznaději, myšlenkám na smrt až k sebevražednému jednání. Nebezpečí sebevraždy kulminuje v době, kdy deprese odeznívá, a postižený se svému okolí již jeví bez příznaků (získává sílu o sebevraždu se pokusit).
Příznaky mánie: zvýšená euforie, nepřiměřeně veselá až bujará nálada, zvýšené sebevědomí a sebehodnocení, grandiozita (velikášství), přeceňování svých schopností, zrychlené myšlení, zrychlená řeč a psychomotorické tempo, zrychlené pohyby, iritabilita (vysoká iritabilita znamená, že člověk se snadno rozzlobí, podráždí a je netrpělivý), vztahovačnost, mrzutost, ztráta sociálních zábran, vyvolávání konfliktů, snížení chuti k jídlu, snížená potřeba spánku a zvýšení libida, přičemž bývá přítomné i zvýšené riziko abúzu (zneužívání) alkoholu nebo drog. Postižený může být nebezpečný sobě i svému okolí, protože jedná impulzivně (např. nadměrně utrácí a půjčuje si peníze, nic pro něho není (velký) problém, navazuje stále nové vztahy, může být promiskuitní, může mít pocity nadřazenosti a nezastavitelnosti atp.)

Když jsou příznaky mánie mírné, mluvíme o tzv. hypománii. Když naopak zesílí, mohou se manifestovat další symptomy, např. bludy (paranoidní chování, velikášství aj.), halucinace (sluchové, zrakové i jiné) atp. připomínající psychotické a schizofrenní onemocnění, přičemž halucinace je poruchou vnímání, kdežto blud je poruchou myšlení.
Výrazný rozdíl mezi jednotlivými stavy je, že při epizodě mánie se člověk cítí zcela zdráv, často přestává užívat (vhodné, potažmo předepsané) léky, a proto většinou ani nevyhledává pomoc, zatímco při atace deprese většinou cítí nebo ví, že se s ním něco děje, a tudíž mnohem častěji vyhledá pomoc právě během depresivní epizody.

## Typy
- Bipolární porucha I. typu: Je charakterizována plně rozvinutými manickými fázemi, které mohou být doprovázeny psychotickými příznaky.
- Bipolární porucha II. typu: Je obtížnější na diagnózu. Nemocný nezažívá plně rozvinuté manické fáze, ale pouze fáze hypomanické (lehčí forma mánie), které mu zpravidla nezpůsobují vážné problémy, a proto se o nich často nezmíní. Hrozí tak záměna za unipolární depresi a nasazení nevhodné léčby, která může zhoršit průběh onemocnění, přičemž léčba antidepresivy bez podávání stabilizátorů nálady může vyvolat přesmyk do hypomanie nebo způsobit ultrarychlé či ultradiální cyklování. Ve srovnání s BAP I. typu se depresivní epizody vyskytují častěji a průběh onemocnění bývá chroničtější. Několik studií také vykázalo vyšší riziko sebevraždy právě u pacientů s BAP II. typu.
- Cyklotymie: Perzistentní nestabilita nálady včetně početných období deprese nebo lehké mánie‚ avšak žádná není natolik těžká nebo dlouhá‚ aby opravňovala k diagnóze bipolární afektivní poruchy nebo periodické depresivní poruchy. Dle MKN-10 diagnóza cyklotymie nespadá mezi bipolární poruchy, avšak je často chápána jako součást bipolárního spektra.[2]

## Diagnóza

### Diagnóza deprese
Je přítomno nejméně 5 z uvedených příznaků, přičemž alespoň jeden musí být příznak (1) nebo (2). Léčbu však vyžadují i nemocní s neúplným obrazem deprese.
- sklíčená smutná nálada po větší část dne (1)
- snížený zájem o všechny aktivity, zvlášť takové, které působí potěšení (2)
- změny tělesné hmotnosti nebo chuti k jídlu, zpravidla jejich snížení (3)
- nespavost nebo zvýšená spavost (4)
- psychomotorický neklid nebo psychomotorická retardace (zpomalení PM tempa), případně PM inhibice (5)
- únava nebo ztráta energie (6)
- pocity méněcennosti nebo neadekvátní viny (7)
- zhoršená koncentrace pozornosti a snížená schopnost rozhodovat se (8)
- myšlenky na smrt, opakující se myšlenky na sebevraždu, eventuálně suicidální (sebevražedné) pokusy (9)[1]

### Diagnóza mánie
Jsou přítomny 3 nebo více z uvedených příznaků:
- zvýšené sebevědomí až megalománie (1)
- snížená potřeba spánku (cítí se vyspaný např. po pouhých 3 hodinách spánku) (2)
- mnohomluvnost (3)
- trysk myšlení anebo subjektivní pocit urychlení (4)
- neschopnost soustředit se na jednu věc a roztržitost (5)
- psychomotorický neklid (6)
- excesivní (přemrštěné, nadměrné) a lehkomyslné zaujetí činnostmi, které působí radost (např. zbytečné nákupy, utrácení peněz, erotická dobrodružství) (7)[1]

## Příčiny vzniku
Bipolární afektivní porucha postihuje přibližně 1 % populace. Rozvoj se obvykle projeví v období okolo 15 let věku. Nejsou známy jednoznačné příčiny vzniku. Vědci se domnívají, že bipolární porucha je způsobena kombinací genetických vlastností a následným chováním v prostředí. 30 až 50 % pacientů s bipolární poruchou má traumatické zážitky z dětství nebo vyrůstali v nepříznivém prostředí, ve kterém zažili týrání či zneužívání. Izraelsko-americký genetik Eran Elhaik předložil hypotézu, že k vysvětlení příčiny vzniku může být použita teorie alostatického zatížení a že akumulace perinatálních a prenatálních stresorů má neurotoxické důsledky pro zdraví ústící v bipolární poruchu. Bipolární porucha běžně vypukne při dlouhodobém extrémním stresu.
Cykly depresivních a manických episod se vracejí a mohou se projevovat častěji, přičemž narušují život postiženého i jeho okolí včetně jeho nejbližších, rodinu, školu, práci a celkově život ve společnosti. Depresivní epizody mohou plynule přejít v mánii a naopak. Mezi jednotlivými epizodami (atakami) může být různě dlouhá doba bez příznaků, tzv. remise.

## Komorbidita
Bipolární porucha často souvisí s jinými poruchami, například poruchami osobnosti. Příkladem může být hraniční porucha osobnosti (hraniční typ emočně nestabilní osobnosti), která se také projevuje střídáním nálad, obvykle ale v kratších časových úsecích, např. hodinách nebo dnech. Je otázka, jestli jde o skutečnou komorbiditu (tedy současný výskyt dvou různých nemocí), nebo podobnost příznaků. DSM (diagnostický systém používaný v USA) řadí obě poruchy vedle sebe do tzv. poruch „bipolárního spektra“. Dále jde o narcistickou poruchu v širším slova smyslu, tedy osobnost s nestabilní regulací pocitu vlastní hodnoty. Tato nestabilita má různé projevy, od narcistické poruchy osobnosti v užším smyslu, jak je laicky dobře známá (přesvědčení o vlastní výjimečnosti a nadřazenosti, neempatické a sobecké chování, upevňování pocitu vlastní hodnoty na úkor ostatních atp.), přes depresivní poruchu osobnosti, kdy je sebehodnocení naopak trvale patologicky snížené, střídání pocitů zvýšené a snížené vlastní hodnoty a s tím i nálad, až po aktivity, které se mohou podobat projevům BAP nebo v ně přecházet.

## Terapie
V léčbě bipolární afektivní poruchy se nejčastěji využívá farmakoterapie na stabilizování akutní manické nebo depresivní epizody společně s psychoterapeutickými postupy a psychoedukací.
Terapie spočívá:
- v podávání psychofarmak: thymoprofylaktik čili stabilizátorů nálady (lithium, valproát, karbamazepin, quetiapin aj.), antidepresiv, antipsychotik;[3]
- v podpůrné psychoterapii a v opodstatněných případech elektrokonvulzivní terapii, která je u některých nemocných tak účinná, že upraví jejich stav za jeden až dva týdny;
- v psychoedukaci pacienta.

Léčba je většinou dlouhodobá, přičemž i přes léčbu ataka obvykle odezní až po mnoha týdnech, nebo i po několika měsících. U řady nemocných je nutné, aby psychofarmaka, která brání nástupu ataky, užívali celoživotně.

Protože pacient neví, kdy se může ataka deprese a nebo mánie znovu projevit, je důležité, aby dodržoval léčebný plán, díky kterému je BAP dobře zvládnutelná. Může tak opět získat kontrolu nad svým životem a zásadně změnit kvalitu svého života.
Poznámka: Léčba bipolární poruchy antidepresivy je kontroverzní. Při užívání antidepresiv existuje riziko zhoršení průběhu onemocnění s přesmyky do hypománie, mánie či smíšené epizody nebo navození rychlého cyklování (příp. ultrarychlého cyklování, a to někdy dokonce cyklování ultradiálního). Nejdůležitějším psychofarmakem pro osoby trpící touto poruchou jsou stabilizátory nálady.

## Osobnosti
Seznam encyklopedicky významných osob trpících bipolární poruchou:
- herci: Miloš Kopecký,[4] Catherine Zeta-Jonesová,[5]
- zpěváci: Petr Muk,[4] Richard Müller,[6] Sinéad O'Connor,[5] Dolores O'Riordanová,[7] Halsey,[8] Selena Gomez[9], DMX[10]

- spisovatelé: Edgar Allan Poe,[11] William Styron,[11] Johann Wolfgang von Goethe,[11] Virginia Woolfová,[11] Ernest Hemingway,[11] Ota Pavel,[11]
- státníci: Oliver Cromwell,[11] Abraham Lincoln,[11] Winston Churchill,[11]
- malíři: Vincent van Gogh,[11] Amedeo Modigliani,[11] Jackson Pollock,[11]
- skladatelé: Ludwig van Beethoven,[11] Robert Schumann,[11] Karel Svoboda,[11]
- novináři: Barbora Tachecí,[11]
- vědci: Emanuel Swedenborg,[11] Georg Placzek[12]
- císaři: Rudolf II. Habsburský,[13] Napoleon Bonaparte[11]